# FBX
FBX (Filmbox) è un formato file proprietario (.fbx) sviluppato da Kaydara e di proprietà di Autodesk dal 2006. Viene utilizzato per fornire l'interoperabilità tra le applicazioni di creazione di contenuti digitali. FBX è anche parte di Autodesk Gameware, una serie di video game middleware.

## Limitazioni
Autodesk fornisce C ++ FBX SDK in grado di leggere, scrivere e convertire in / da file FBX.
Il formato di file FBX è un formato proprietario, tuttavia, la descrizione e l'esportazione del formato viene spesso orientata verso estensione SDK FBX, la quale fornisce file di intestazione per lettori e scrittori FBX.
Ci sono due associazioni di file di FBX SDK per C ++ e Python fornite da Autodesk. Blender include uno script di importazione e di esportazione per Python, per quanto riguarda l'FBX, scritta senza utilizzare l'FBX SDK e il The OpenEnded Group's Field include una libreria basata su Java per il carico e l'estrazione di parti da un file in formato FBX.

## Formato dei file
La FBX può essere rappresentato su disco sia come dati binari sia come ASCII; il suo SDK supporta la lettura e la scrittura di entrambi.
Per il formato di file binario FBX, Blender Foundation ha pubblicato una specifica non ufficiale, così come una specifica di livello superiore non ufficiale (lavori in corso) per come i dati reali sono disposti in FBX (indipendentemente dal formato ASCII o binario).